# Воробьёв, Роман Александрович
Роман Александрович Воробьёв (укр. Роман Олександрович Воробйов; 17 сентября 1996 — 5 июня 2023) — военный деятель подконтрольной России Донецкой Народной Республики и Российской Федерации, гвардии капитан, Герой Российской Федерации (2023, посмертно).

## Биография
С 2014 года участвовал в боевых действиях против Украины в составе Народной милиции ДНР. По его словам, летом 2014 года поехал в гости к бабушке в Славянск, где стал свидетелем противостояния. Позже уехал из города, не желая быть мобилизованным в украинскую армию. В сентябре 2014 года присоединился к батальону «Сомали», командиром которого тогда был Михаил «Гиви» Толстых. Через полгода после начала службы был произведён в командиры взвода и получил звание старшего лейтенанта. Воевал под позывным «Воробей».
В ходе вторжения России на Украину присоединился к ВС РФ, участвовал в боях за Мариуполь. Дослужился до звания гвардии капитана, став командиром 1-й штурмовой роты батальона «Сомали». Помимо боёв за Мариуполь, за годы своей службы Роман Воробьёв участвовал в боях за Донецкий аэропорт, а также, за населённые пункты Донецкой области, включая Верхнеторецкое, Зайцево, Коминтерново, Пески, Водяное и промышленную зону («промку») Авдеевки.
9 июня 2023 года Денис Пушилин сообщил о гибели Романа Воробьёва, которому на тот момент было 26 лет. Похороны погибшего состоялись в тот же день в Донецке. По словам российского пропагандиста Семёна Пегова, в течение предыдущего месяца Воробьёв выполнял «нереальную штурмовую работу» со своими подчинёнными. На похоронах первый заместитель Руководителя Администрации Президента РФ Сергей Кириенко огласил Указ Президента Российской Федерации о присвоении Роману Воробьёву звания Героя Российской Федерации (посмертно).

## Инцидент с награждением
Международная пресса обратила внимание, что на видео награждения Георгиевским крестом II степени и благодарностью за «ликвидацию более 250 националистов» из рук Дениса Пушилина Воробьёв носил нашивки с популярными среди неонацистов символами «тотенкопф» и «валькнут». После огласки из ролика вырезали кадры с военнослужащим с нацистской нашивкой на рукаве, однако в сети осталась доступна полная версия ролика.

## Награды
- Герой Российской Федерации (9 июня 2023, посмертно)[3][4] — за мужество и героизм, проявленные при исполнении воинского долга[3]
- Герой Донецкой Народной Республики (8 мая 2022) — за заслуги перед Республикой и её народом, связанные с совершением геройского подвига, мужество и отвагу, проявленные в боях по защите страны[6]
- Георгиевский крест ДНР II, III и IV степеней[1][3][14]
  - крест II степени — награждён 3 апреля 2022 года[15]
- Орден Мужества[1][3]